# Villanueva de la Vera
Villanueva de la Vera là một đô thị trong tỉnh Cáceres, Extremadura, Tây Ban Nha. Theo điều tra dân số 2005 (INE), đô thị này có dân số là 2163 người.
40°07′B 5°29′T / 40,117°B 5,483°T